# Дуб черешчатий (Фастівський район)
Дуб чере́шчатий — один з об'єктів природно-заповідного фонду Київської області, ботанічна пам'ятка природи місцевого значення. 

## Історія та розташування
Розташована в межах Дмитрівського лісництва ДП «Фастівське лісове господарство», квартал 30, виділ 14, в адміністративних межах Волицької сільської ради Фастівського району. 
Площа 0,02 га. Оголошено рішенням Київського облвиконкому № 524 від 19 серпня 1968 року «Про класифікацію і мережу територій та об'єктів природно-заповідного фонду області».

## Опис
Статус надано для збереження одного екземпляра дуба черешчатого. Орієнтовний вік — 210 років, висота 31 м, діаметр 105 см, насіннєвого походження.